# Église Saint-Denis de Largny-sur-Automne
L'église Saint-Denis est une église située à Largny-sur-Automne, en France.

## Localisation
L'église est située sur la commune de Largny-sur-Automne, dans le département de l'Aisne, en région Hauts-de-France.

## Historique et description
L'église fut édifiée dans la seconde moitié du XIIe siècle et achevée au début du XIIIe siècle. 
Elle a la forme d'un croix latine. 
Le XVIe siècle voit de nombreuses modifications et transformations:
- adjonction d'un porche,
- reconstruction des bas-côtés, du bras nord du transept et de la voûte de la nef,
- le chœur, le transept et une partie du bas-côté sud sont voûtés d'ogives,
- la nef, les bas-côtés et le porche sont couverts d'un lambris,
- une sacristie est construite au XVIIe siècle[1].

Le monument est classé au titre des monuments historiques en 1912.

## Mobilier
- Liste des tableaux classés « au titre objet » 
- Vierge à l'Enfant avec sainte Catherine[2].
- La Vision de saint Hubert[3].
- Saint Michel[4].
- Saint Simon Stock recevant le scapulaire[5].
- Esther et Assuerus[6].

- Liste des statues classées « au titre objet »
- Ecce homo (ou Christ de pitié)[7].
- Saint Nicolas[8].
- Saint Antoine[9].
- Saint Sébastien[10].
- Saint Eloi[11].

- Liste des autres objets classés
- Sainte Anne et la Vierge (groupe sculpté)[12].
- Ensemble de bancs[13].
- Trois coffres[14].
- Confessionnal[15].
- Verrière : Assomption[16].